# 沙洲职业工学院
沙洲职业工学院，是位于江苏省苏州市的一所公办普通专科高等学校，为全国第一所县办大学，钱伟长曾任名誉校长。

## 历史
- 1984年7月3日，批准建立。

## 专业设置
- 建筑工程
- 纺织工程
- 机电工程
- 动力工程
- 电子信息工程
- 经济管理
- 基础科学